# أوتيس إيرل
أوتيس إيرل (بالإنجليزية: Otis Earle)‏ (17 يناير 1992 بلندن في المملكة المتحدة - ) هو لاعب كرة قدم بريطاني في مركز الدفاع. لعب مع نادي دالاس وفينيكس راسينغ ونادي توكسون.

## وصلات خارجية
- أوتيس إيرل على موقع الدوري الأمريكي (الإنجليزية)
- أوتيس إيرل على موقع قاعدة بيانات كرة القدم.إي يو (الإنجليزية)
- أوتيس إيرل على موقع Soccerway.com (الإنجليزية)
- أوتيس إيرل على موقع عالم كرة القدم.نت (الإنجليزية)
- أوتيس إيرل على موقع AS.com (الإسبانية)